# Palazzo Rosso

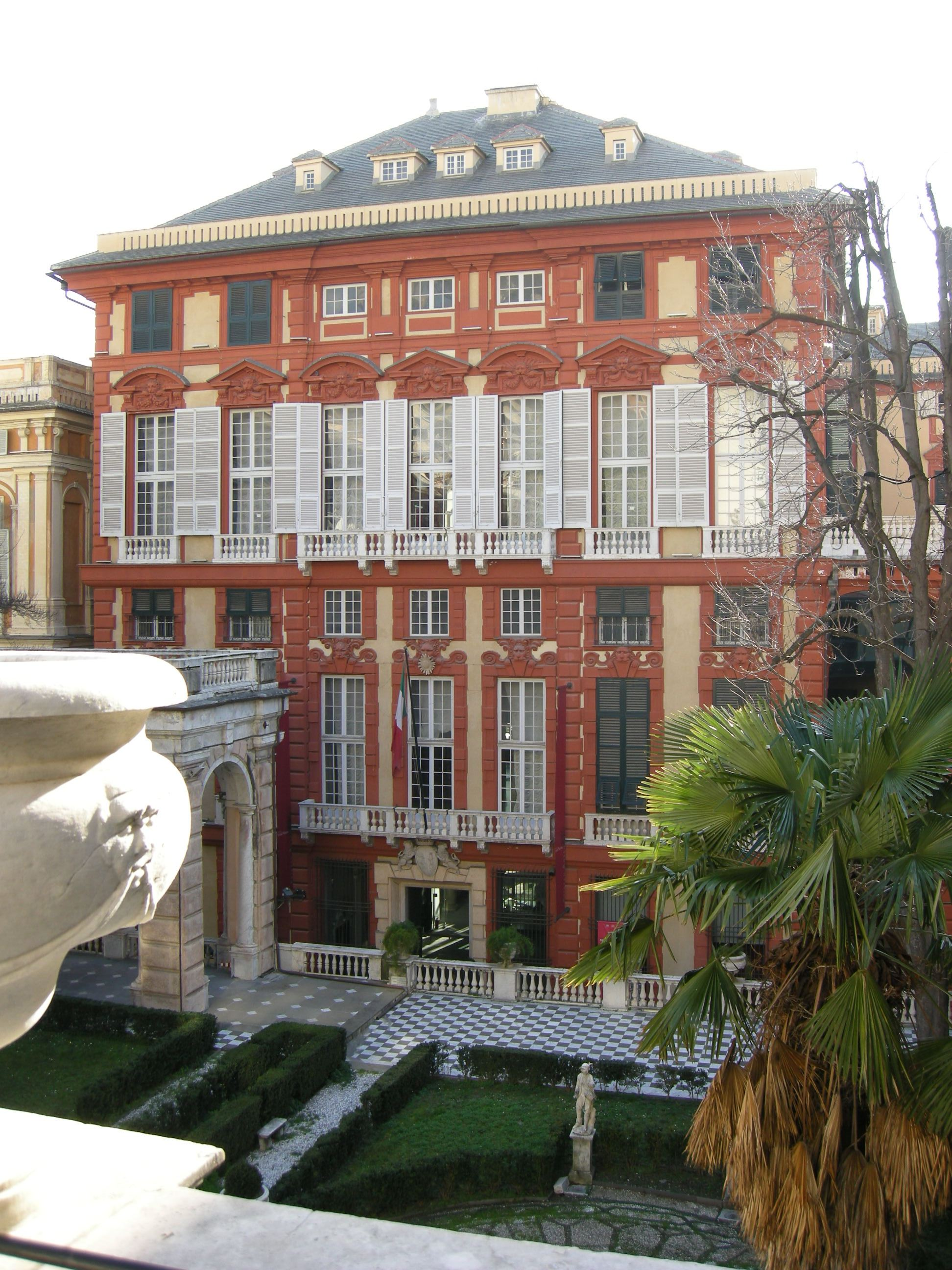
Zicht vanuit het Palazzo Bianco, aan de overzijde van de Via Garibaldi op het Palazzo Rosso

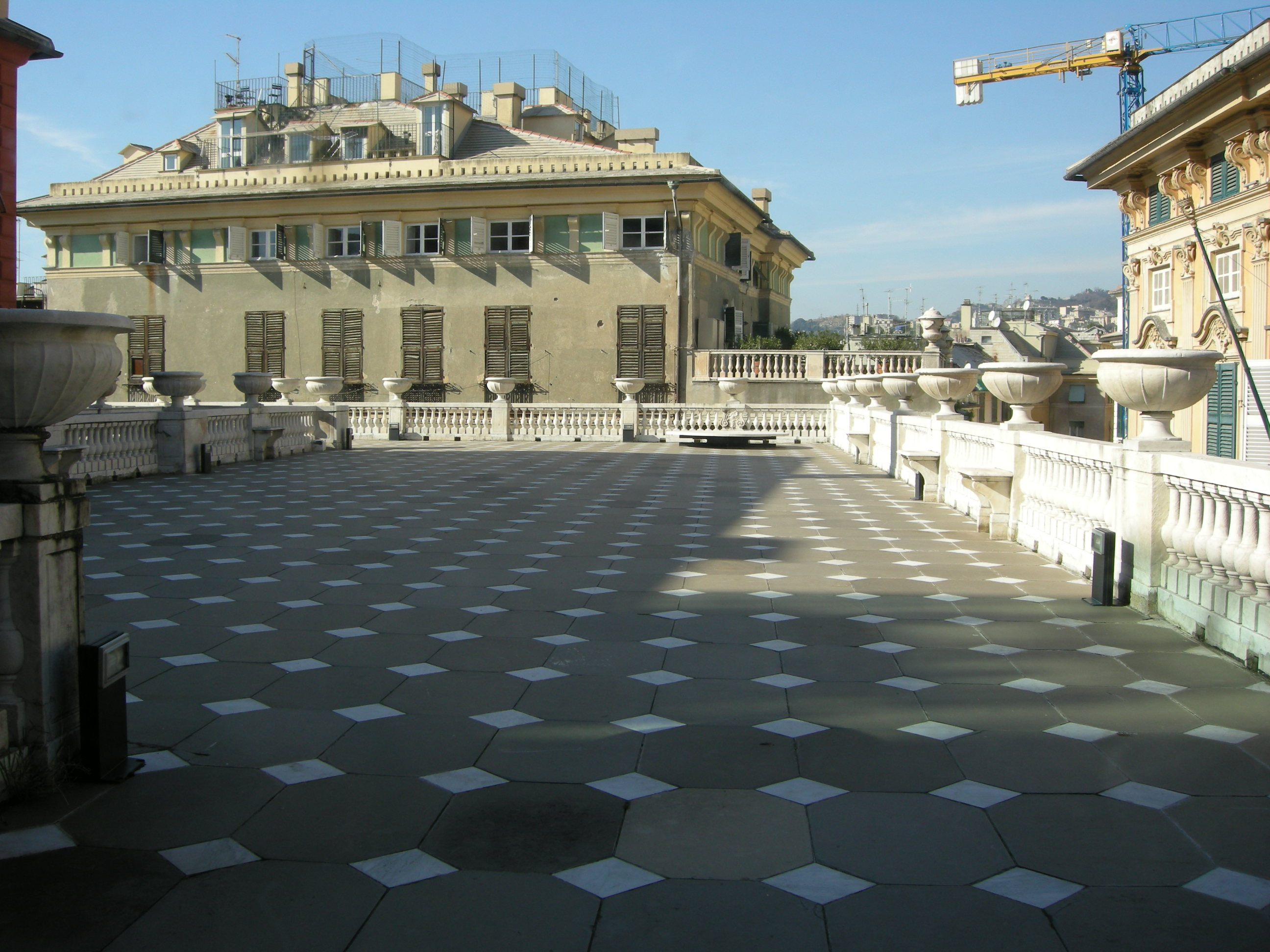
Dakterras

Het Palazzo Rosso is een stadspaleis in het stadscentrum van Genua gelegen aan de Via Garibaldi. Het paleis, tegenwoordig stadseigendom, is als onderdeel van een museumcomplex, het Musei di Strada Nuova, te bezichtigen door het publiek en is tevens een van de Palazzi dei Rolli, een groep van 42 paleizen en huizen die samen met Le Strade Nuove door de Commissie voor het Werelderfgoed werden erkend als UNESCO werelderfgoed en in 2006 tijdens de 30e sessie van de Commissie aan de werelderfgoedlijst werden toegevoegd.
Specifiek in het Palazzo Rosso bevindt zich naast schilderijen van Guercino, Paolo Veronese, Gregorio De Ferrari, Antoon van Dyck, Albrecht Dürer, Palma Vecchio, Guido Reni, Bernardo Strozzi, Lodovico Carracci en Giovanni Benedetto Castiglione ook een fotogalerij die de geschiedenis van de 15e tot de 19e eeuw illustreert, meubels die de inrichting van stadspaleizen van de 18e tot de 20e eeuw demonstreren, evenals het dakterras met - buiten enkele aangrenzende gebouwen - 360° uitzicht op Genua.
Het paleis werd gebouwd van 1671 tot 1677 in opdracht van de broers Rodolfo en Gio Francesco Brignole Sale naar plannen van de architect Pietro Antonio Corradi. Corradi paste zich daarbij in, in het grotere geheel van het hele kwartier dat werd ontworpen door de architect Bernardino Cantoni, toenmalig stadsarchitect van Genua en leerling van Galeazzo Alessi. De familie Brignole Sale behield het eigendom tot de laatste erfgenaam, Maria Brignole Sale De Ferrari, het in 1874 aan de stad schonk.
Rotstekeningen van Valcamonica · Kerk en dominicanenklooster van Santa Maria delle Grazie met "Het Laatste Avondmaal" van Leonardo da Vinci · Historisch centrum van Rome, de bezittingen van de Heilige Stoel in die stad met speciale territoriale rechten en Sint-Paulus buiten de Muren · Historisch centrum van Florence · Venetië met zijn lagune · Domplein van Pisa · Historisch centrum van San Gimignano · Sassi en het park met de rotskerken van Matera · Vicenza en de Palladiaanse villa's in Veneto · Historisch centrum van Siena · Historisch centrum van Napels · Crespi d'Adda · Ferrara, stad van de renaissance in de Po-delta · Castel del Monte · Trulli van Alberobello · Vroeg-christelijke monumenten van Ravenna · Historisch centrum van Pienza · 18e-eeuws Koninklijk Paleis van Caserta met park, aquaduct van Vanvitelli en San Leuciocomplex · Residenties van het Koninklijk Huis van Savoye · Botanische tuin in Padua · Porto Venere, Cinque Terre en de eilanden Palmaria, Tino en Tinetto ·  Kathedraal, Torre Civica en Piazza Grande, Modena · Archeologisch Pompeï, Herculaneum en Torre Annunziata · Amalfitaanse kust · Archeologisch Agrigento · Villa Romana del Casale · Nuraghe Su Nuraxi bij Barumini · Nationaal park Cilento, Vallo di Diano e Alburni met archeologisch Paestum en Velia en Kartuizerklooster San Lorenzo · Historisch centrum van Urbino · Archeologische opgravingen en Patriarchale Basiliek van Aquileia · Villa Adriana, Tivoli · Eolische Eilanden · Assisi, Sint-Franciscusbasiliek en andere franciscaanse locaties · Verona · Villa d'Este, Tivoli · Laatbarokke steden in het Val di Noto (Zuidoost-Sicilië) · Heilige bergen · Monte San Giorgio · Etruskische begraafplaatsen van Cerveteri en Tarquinia · Val d'Orcia · Syracuse en de rotsnecropolis van Pantalica · Genua: Le Strade Nuove en het systeem van de Palazzi dei Rolli · Oude en voorhistorische beukenbossen van de Karpaten en andere regio's van Europa · Mantua en Sabbioneta · Rhätische Bahn in het Albula/Bernina-landschap · Dolomieten · Longobarden in Italië. Plaatsen van macht (568-774 na Christus) · Prehistorische paalwoningen in de Alpen · Etna · Villa's en tuinen van de Medici in Toscane · Wijngaardlandschap van Piëmont: Langhe-Roero en Monferrato · Arabisch-Normandisch Palermo en de kathedralen van Cefalù en Monreale · Venetiaanse verdedigingswerken van de 15e tot 17e eeuw: Stato da Terra - westelijke Stato da Mar · Ivrea, industriestad van de 20e eeuw · De prosecco-heuvels van Conegliano en Valdobbiadene · Historische kuuroorden van Europa (Montecatini Terme) · Padua's 14e-eeuwse frescocycli · De portieken van Bologna · Via Appia. Regina viarum